# Elasmotena insulana
Elasmotena insulana är en skalbaggsart som först beskrevs av Arthur Sidney Olliff 1890.  Elasmotena insulana ingår i släktet Elasmotena och familjen långhorningar. Inga underarter finns listade i Catalogue of Life.